# Anchors Aweigh (marcha)
Anchors Aweigh es el himno de batalla de la Academia Naval de los Estados Unidos y marcha no oficial de la marina . Fue compuesta en 1906 por Charles A. Zimmermann con letra de Alfred Hart Miles. En 1907 Zimmermann era teniente y maestro de banda de la Academia Naval, puesto que ocupaba desde 1887. Miles era midshipman de primera clase en la academia, en la clase de 1907, y le había pedido a Zimmermann que lo ayudara a componer una canción que se usaría como una marcha de fútbol. Otro guardiamarina de la Academia, Royal Lovell (clase de 1926), escribió más tarde lo que sería adoptado en la canción como su tercer verso.

## Etimología
El título es una expresión de los viejos marineros holandeses al levar anclas. El holandés y el flamenco dominaban el léxico de los marineros en todo el mundo.  Anchors aweigh puede traducirse como 
«anclas a bordo», donde aweigh es literalmente «pesadas» o «en peso», es decir, han sido subidas a la nave, que en consecuencia está físicamente libre para navegar. 
El nombre se escribe a menudo mal como «Anchor's away», lo que genera confusión en los términos y el malentendido de que significa "echar el ancla".

## Historia
La canción se tocó por primera vez durante el un partido de fútbol entre la marina y el ejército el 1 de diciembre de 1906, en Franklin Field, Filadelfia, Pensilvania. La marina ganó el partido 10-0 ante una multitud de más de 30 000 personas, su primera victoria en el partido desde 1900. 
La marcha fue adoptada gradualmente como la canción de la Marina de los Estados Unidos; aunque hay una propuesta pendiente para convertirla en la canción oficial, e incorporar el protocolo en las regulaciones para su interpretación.  Su letra se consideró demasiado específica para la Academia y no representativos de la Armada en general, por lo que fueron reescritos por George D. Lottman . Su melodía también fue ligeramente reescrita por Domenico Savino. 
Tiene una melodía alegre y enérgica, y ha sido adoptada por varias otras armadas del mundo, como la Armada Finlandesa. Además de ser director de banda en la Academia Naval, Zimmerman también fue organista en la Iglesia Católica de St. Mary en Annapolis, y las notas iniciales de la melodía de Anchors Aweigh tienen una marcada similitud (aunque en un tempo diferente) con la apertura del antiguo himno mariano Salve Regina, con el que Zimmerman estaba obviamente familiarizado.
Durante la Segunda Guerra Mundial, los miembros de la reserva de mujeres de la Marina, conocida más popularmente como WAVES, escribieron WAVES of the Navy para armonizar con Anchors Aweigh.
Bing Crosby incluyó la canción en un popurrí en su álbum "101 Gang Songs" (1961).
Hoy en día existen muchos arreglos de Anchors Aweigh; un arreglo de Paul V. Yoder a menudo es utilizado por bandas militares, como las de las Fuerzas de Autodefensa de Japón y los ejércitos de otras naciones.